# Viajes en la Antigüedad clásica

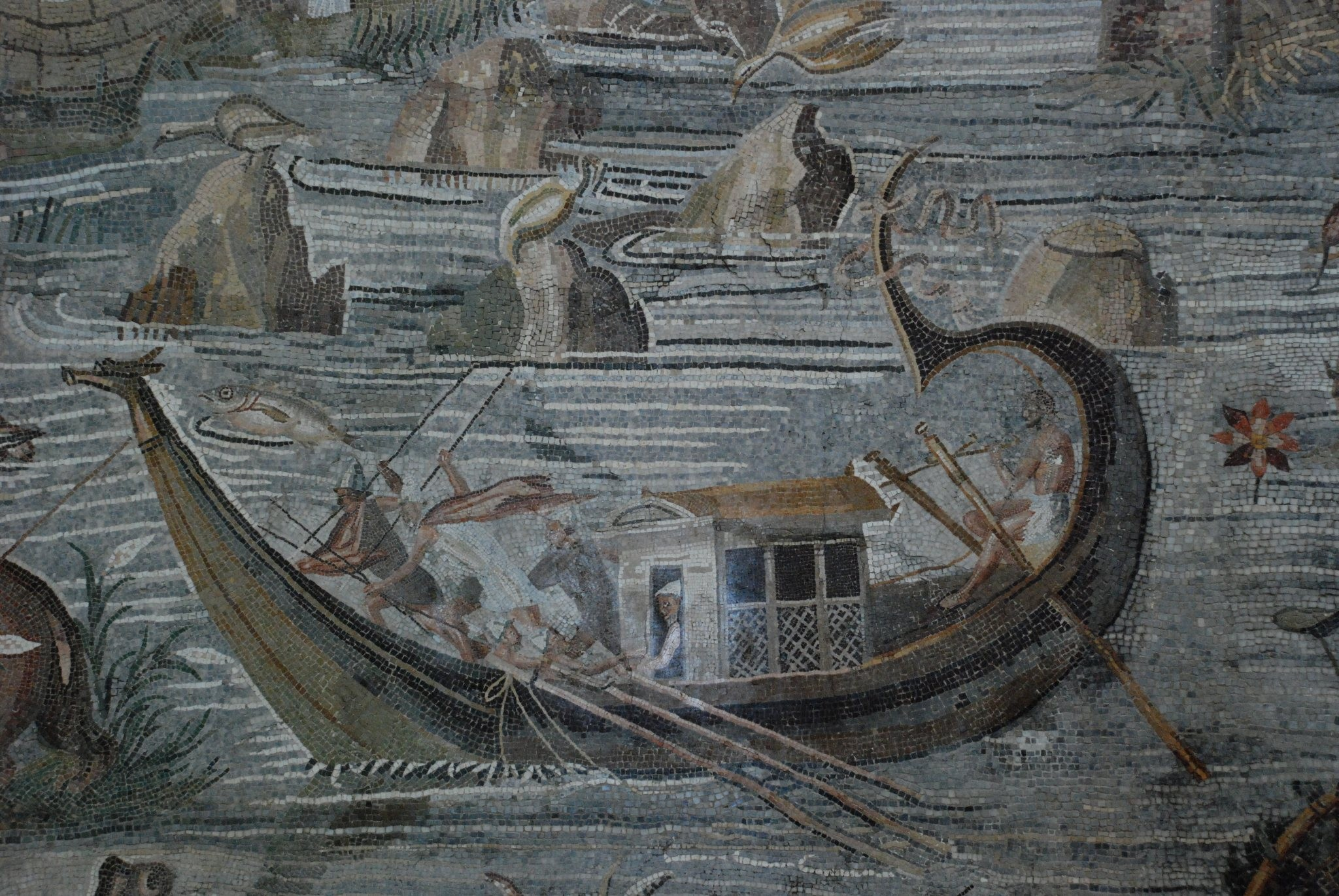
Fragmento del mosaico nilótico de Palestrina, que representa el curso del río Nilo desde el Nilo Azul hasta el mar Mediterráneo.

Viajes en la antigüedad clásica. En la Antigüedad clásica, el desplazamiento a largas distancias constituía una actividad especializada y, con frecuencia, restringida a finalidades concretas. La mayoría de los viajes respondían a necesidades de carácter militar, diplomático, estatal o comercial. No obstante, también existían motivaciones de índole social y cultural, como la peregrinación a santuarios religiosos, la asistencia a festivales —entre ellos los Juegos Olímpicos antiguos—, visitas a oráculos o desplazamientos por razones de salud hacia balnearios y aguas termales.
El transporte terrestre se realizaba principalmente a pie, a caballo o en carruajes, siguiendo una red de calzadas pavimentadas y caminos de tierra que enlazaban ciudades, puertos y enclaves estratégicos. El transporte marítimo, fundamental para el comercio y la comunicación entre regiones del mar Mediterráneo, dependía de embarcaciones a vela y remo, cuya travesía estaba condicionada por los vientos, las corrientes y la estación del año; la navegación invernal era especialmente peligrosa y a menudo evitada.
Las infraestructuras de apoyo incluían puertos, posadas, estaciones de postas y mercados, que facilitaban el movimiento de personas, animales y mercancías. Sin embargo, viajar implicaba un elevado coste económico y riesgos significativos, como ataques de piratería o bandolerismo, naufragios y enfermedades. Pese a estas dificultades, los viajes desempeñaron un papel esencial en la difusión de ideas, bienes y costumbres a lo largo del mundo grecorromano.

## Contexto histórico
Las primeras formas de viaje de larga distancia en el mundo mediterráneo surgieron en las regiones que hoy conocemos como Egipto e Irak. En Egipto, el Nilo funcionaba como una vía natural para el comercio y el transporte. En el Cercano Oriente, la navegación por los Tigris y el Éufrates se complementaba con desplazamientos terrestres en vehículos similares a carretas, tirados por bueyes. Posteriormente, se desarrolló el carro de guerra, que en un principio fue de uso exclusivo de la realeza, pero con el tiempo adquirió un papel clave en los conflictos bélicos. En esta región también surgieron sistemas de caminos extensos, aunque no especialmente sofisticados, que más tarde serían conectados y mejorados por los persas.
El principal motor del desarrollo de los viajes y la infraestructura que los sustentaba, tanto en Egipto como en el Cercano Oriente, fue la conquista y el dominio territorial, una tendencia que se prolongó en Grecia y Roma. No obstante, existen evidencias de viajes con fines turísticos en Egipto, donde visitantes y escribas acudían para contemplar y documentar las pirámides y otros monumentos religiosos.

## Viajes marítimos y fluviales

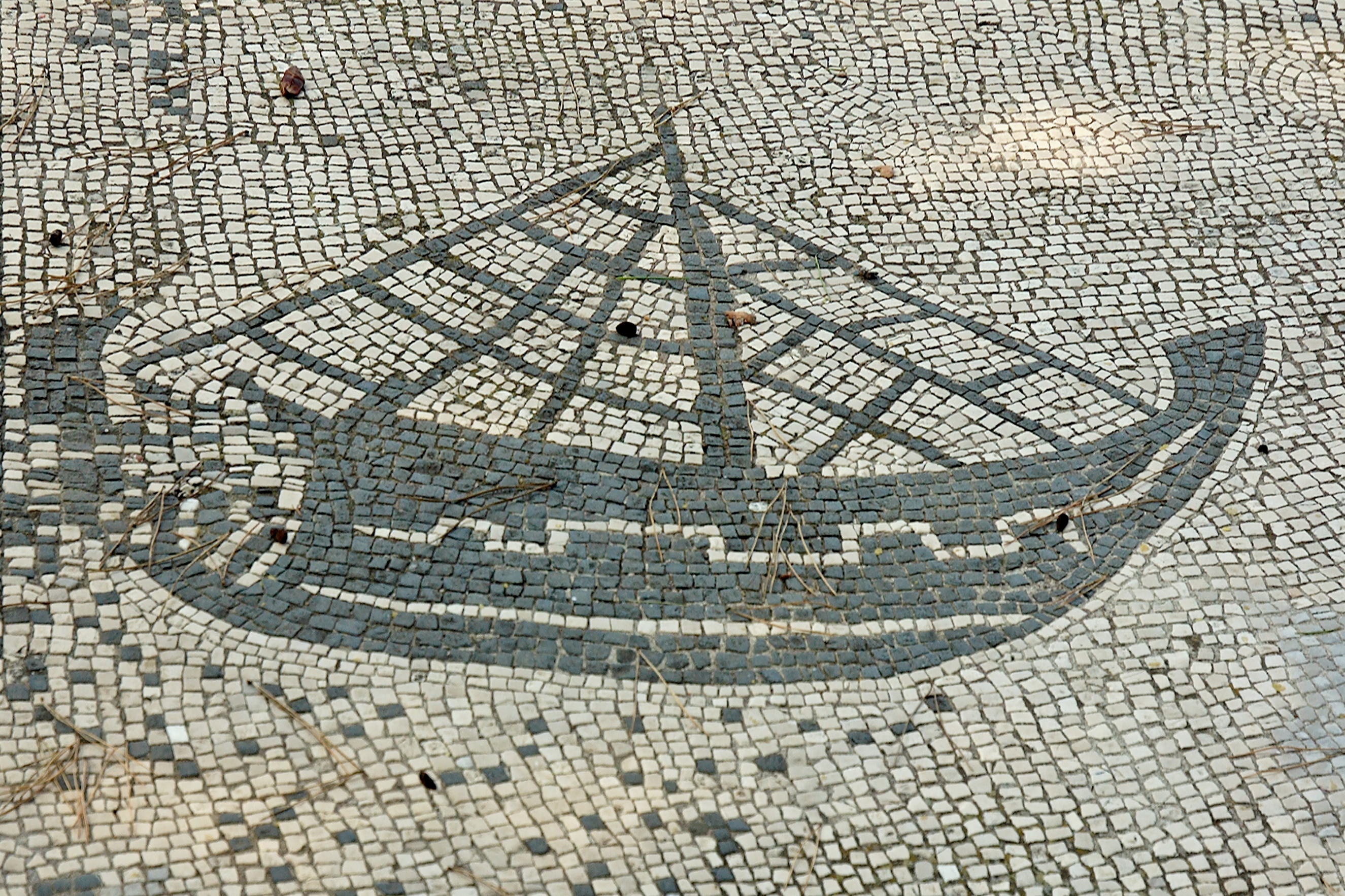
Mosaico de barco romano

Los primeros viajes marítimos tuvieron lugar en el Nilo y en otros ríos del Cercano Oriente. Ante la escasez de caminos en la antigua Grecia, la forma más eficiente de transportar grandes cantidades de mercancías, como el aceite de oliva, era por mar. Los barcos griegos se construían en distintos tamaños, y los más grandes podían transportar hasta 500 toneladas de carga. A pesar de la dependencia del clima favorable, los viajes marítimos cortos requerían relativamente poca preparación, más allá del embalaje y la gestión del barco, aunque existía el riesgo de piratas y secuestros con fines de rescate.
Para los romanos, el mar estaba prácticamente libre de piratas gracias a su poderío militar. Sin embargo, el temor a los naufragios causados por tormentas era mayor y frecuentemente mencionado en la poesía y el canto. Viajar por mar resultaba mucho más cómodo que hacerlo por tierra, aunque no era posible durante todo el año debido a las mareas y otras condiciones climáticas.

## Viajes por tierra
El sistema de caminos más notable en la región mediterránea antigua fue el Camino Real persa. Su forma más extensa y organizada fue consolidada bajo el gobierno de Darío I, soberano del Imperio aqueménida en el siglo V a. C. Esta red se construyó a partir de la conexión y mejora de caminos preexistentes, y servía para facilitar la comunicación y el transporte rápidos a lo largo del imperio, así como la recaudación de impuestos. En general, los demás caminos de la época no estaban pavimentados ni bien mantenidos, lo que hacía que los viajes por tierra, ya fuera a pie o a caballo, fueran arduos y lentos.

### Grecia
Las carreteras griegas estaban poco desarrolladas debido a la fragmentación política de la sociedad griega en ciudades-estado y al elevado costo de construir caminos en el terreno montañoso de Grecia. Al menos en Atenas, cuando se construían caminos, estos se financiaban mediante impuestos especiales a los ciudadanos adinerados. Algunos eran difíciles de transitar incluso a pie, y la mayoría no permitía el paso de los pesados carros diseñados para transportar mercancías. Las principales excepciones eran las vías que conectaban las grandes ciudades con santuarios y sitios sagrados cercanos, las cuales se construían para resistir todo tipo de clima. No obstante, ninguna parte del sistema vial griego incluía estaciones estatales de descanso ni hitos, como sí ocurriría más tarde en Roma.
Viajar por las carreteras griegas implicaba el riesgo de sufrir actos violentos. Por las mismas razones que dificultaban su construcción, no existía una supervisión oficial efectiva, lo que dejaba a los viajeros expuestos a los asaltos de bandidos. Por ello, era común desplazarse con un séquito numeroso como medida de protección, y transportar objetos de valor implicaba un riesgo considerable.

### Roma

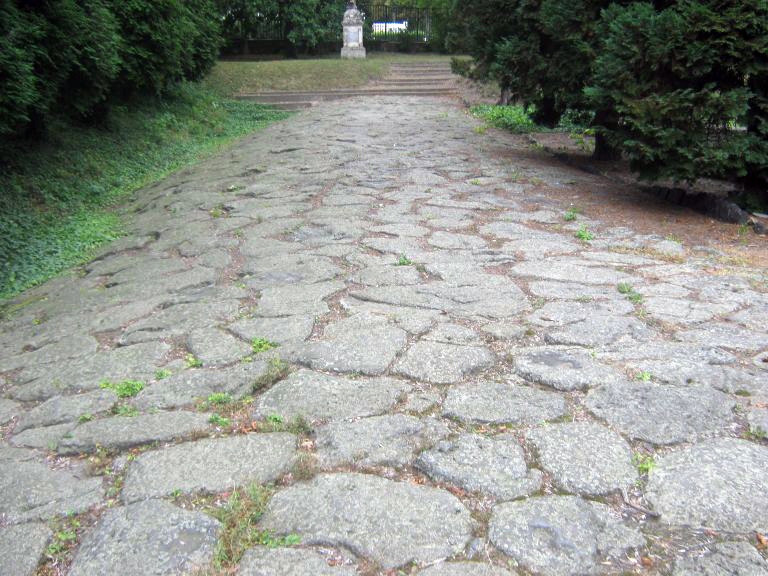
Antigua calzada romana.

Las calzadas romanas eran extensas, construidas en gran parte para facilitar el desplazamiento del ejército. Sin embargo, durante la República Romana, sufrieron de falta de mantenimiento, ya que se daba prioridad a proyectos más visibles, como la construcción de acueductos en las ciudades o la organización de espectáculos en las arenas. Estas vías se edificaban con recursos limitados y debían adaptarse a diversas condiciones geográficas y estacionales. A medida que las carreteras se alejaban de los centros urbanos, se volvían menos elaboradas: algunas se pavimentaban con grava o simplemente se marcaban con señales que indicaban la ruta correcta. Esta atención desigual contrasta con los caminos empedrados, más uniformes y resistentes, que se encontraban cerca de las principales ciudades, generalmente construidas por soldados bajo la supervisión de ingenieros militares.

## Cartografía eitineraria

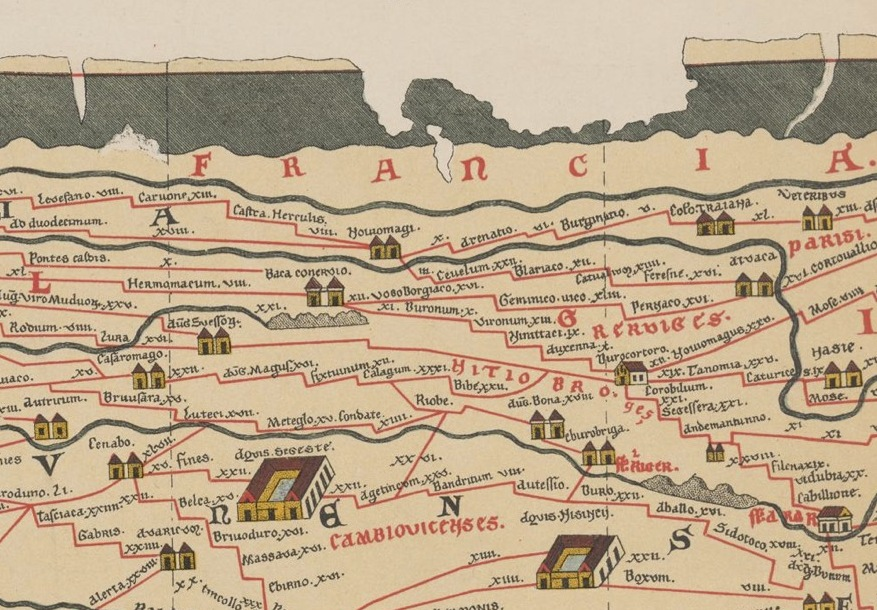
Tabula Peutingeriana. Edición facsímil de Konrad Miller, 1887/1888. Fragmento del itinerario de la red de carreteras del imperio romano en la región de Nimega ("Noviomagi").

Los expertos aún discrepan sobre si los griegos y romanos llegaron a elaborar mapas representativos para la navegación y, en caso afirmativo, cuán sofisticados eran. Quienes sostienen que no existió una práctica formal de cartografía en la Antigüedad señalan la escasez de evidencias y la falta de materiales adecuados para producir mapas duraderos. En contraste, los chinos contemporáneos de los romanos sí lograron crear mapas resistentes gracias al uso de la seda, un material más robusto que los disponibles en el mundo mediterráneo. El papiro, probablemente el recurso más accesible en esa región, era demasiado frágil para soportar un uso prolongado. Otros posibles soportes, como la madera o el pergamino, no han sobrevivido; lo único que ha llegado hasta nosotros son registros textuales, ya sea en forma de relatos de viaje o descripciones de mapas.
Ante la falta de mapas accesibles, griegos y romanos recurrían a los itineraria para la navegación marítima, y los romanos también los utilizaban en viajes por tierra. Estos documentos consistían en listas de ciudades o puertos con las distancias entre ellos. En algunos casos, los itineraria podían incluir ilustraciones rudimentarias (itineraria picta), nunca a escala, que ayudaban a los viajeros a orientarse dentro del territorio griego o romano. Ejemplos conservados, gracias a las tradiciones monásticas de copia, incluyen el Itinerario Antonino (que abarcaba rutas en Britania) y la Tabula Peutingeriana (posiblemente una guía para mensajeros o una pieza decorativa).

### Mapas griegos

Mapa representación del mundo según Eratóstenes.

Los mapas griegos solían ser de carácter local, diseñados para mostrar la configuración de ciudades específicas, o bien representaban conceptos abstractos, como el mundo conocido, o oikoumene. No se conservan mapas griegos originales, pero descripciones de obras atribuidas a Anaximandro y otros indican que dividían el oikoumene en continentes —Europa, Asia y Libia— dentro de los cuales se establecían clasificaciones adicionales. Las fronteras entre continentes y naciones solían establecerse tomando como referencia mares, ríos y otros accidentes geográficos acuáticos. Además, los mapas griegos distinguían entre zonas habitables e inhabitables, e incluso algunos incorporaban la noción de las antípodas, una parte del oikoumene situada en otra zona habitable de la Tierra, sin embargo, la dificultad de acceso desde el oikoumene conocido limitaba la exploración y el conocimiento de estas regiones australes para los griegos.
Más tarde, los científicos griegos determinaron que la Tierra era redonda, aunque hubo algún debate sobre la precisión de esta afirmación. Durante las conquistas de Alejandro Magno, el conocimiento helenístico del mundo se expandió, lo que resultó en un mapa mejorado del mundo por Eratóstenes. También calculó la circunferencia de la Tierra y publicó dos tratados sobre geografía, titulados Geographica y Sobre la Medición de la Tierra. Algunos contemporáneos de Eratóstenes cuestionaron la validez de sus métodos, aunque su cálculo de la circunferencia de la Tierra fue bastante preciso.

### Mapas romanos

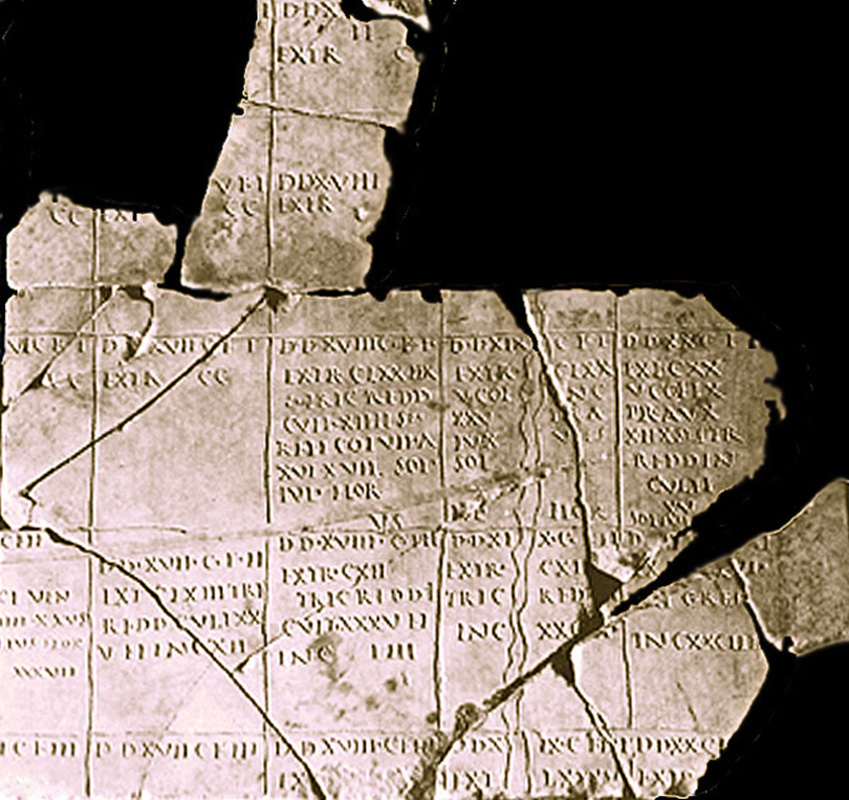
Panel de mármol de un plano oficial que registra las subdivisiones centuriadas de parte del territorio de Arausio (la moderna Orange, Francia).

Al igual que los griegos, los romanos no contaban con los materiales ni la tecnología necesarios para elaborar mapas verdaderamente útiles. La arqueología ha sacado a la luz varios ejemplos de lo que podrían haber sido mapas romanos, aunque tanto su autenticidad como su validez como representaciones cartográficas han sido objeto de debate. Los romanos utilizaban los itineraria en contextos militares, para orientar a los mensajeros del servicio postal gubernamental y para el desplazamiento de civiles. Aquellos que incluían ilustraciones para complementar el texto no estaban elaborados a escala y se asemejaban más a mapas de tránsito que a mapas proporcionales modernos. Aunque no se empleaban para viajar, existe evidencia de mapas elaborados tras levantamientos topográficos realizados por el gobierno romano, como parte de un proceso conocido como centuriación mediante el cual la tierra se dividía en cuadrículas con fines agrícolas.

## Narrativas de viajes

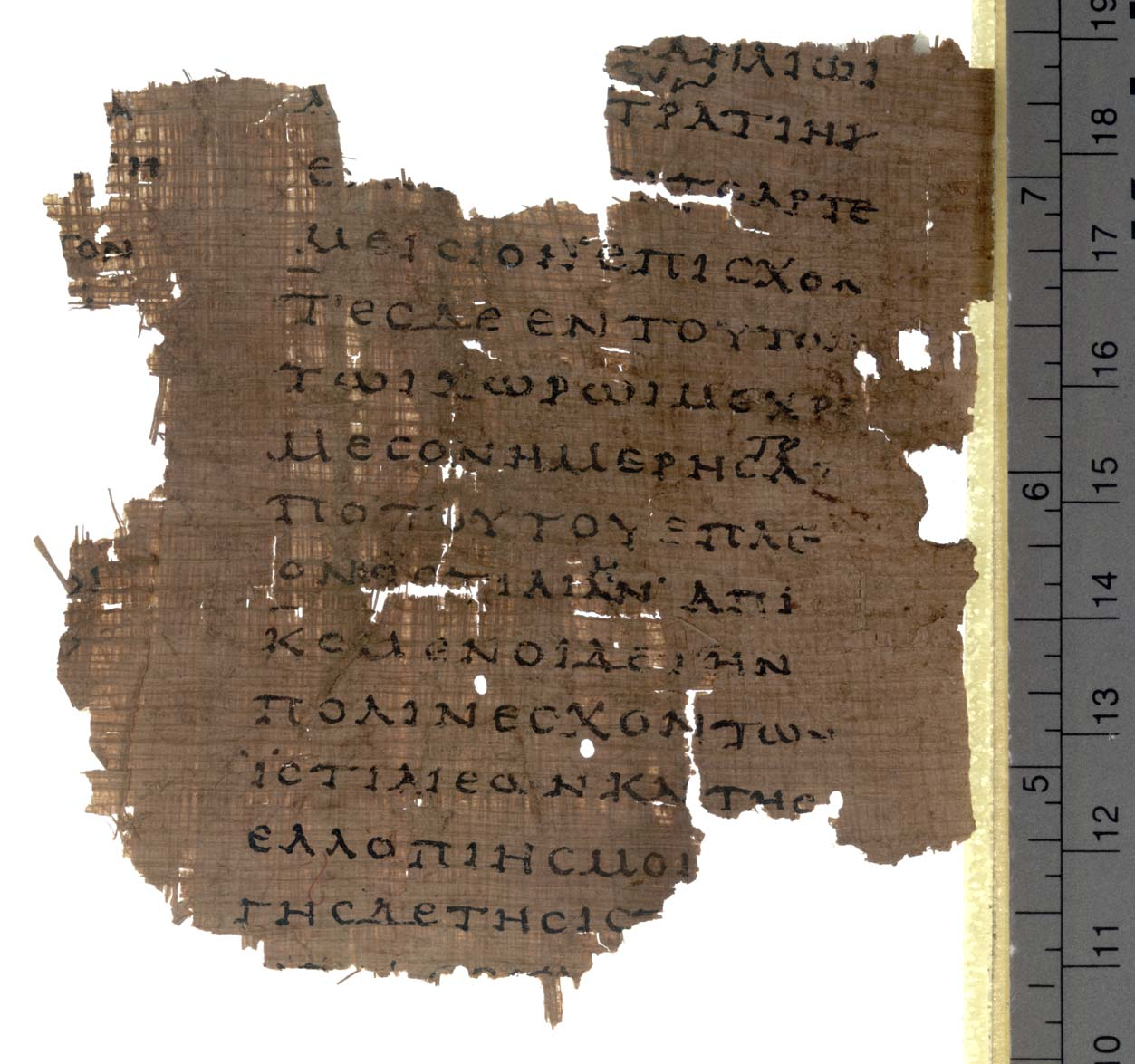
Un fragmento de las Historias VIII

Geografía, mito y ficción estaban profundamente entrelazados en la Antigüedad, influyéndose mutuamente en la concepción del espacio, la motivación para la exploración y la creatividad literaria. Los límites del mundo conocido marcaban también los límites de la imaginación, y el impulso por explorar esos márgenes —ya fuera mediante viajes reales o relatos ficticios— se convirtió en un motor clave del pensamiento y la producción cultural en la Antigüedad clásica.
Entre los textos griegos que pueden considerarse narraciones de viaje se encuentra Historias de Heródoto, cuyas secciones incluyen descripciones geográficas y etnográficas de territorios que recorrió, desde Egipto hasta el Imperio Persa. Por su parte, Estrabón recopiló sus observaciones en una obra monumental, Geographica, basándose en una variedad de fuentes que incluían relatos de viajeros, exploradores, historiadores y geógrafos anteriores, así como en el conocimiento acumulado gracias a las conquistas y la expansión del mundo conocido.
En el ámbito romano, hallamos igualmente textos que incorporan relatos de viaje. Un ejemplo destacado es el Comentarios sobre la Guerra de las Galias donde narra su campaña militar en la Galia. En Germania, Tácito, aunque no viajó personalmente a esa región, reúne información obtenida de quienes sí lo hicieron.
El género de la literatura de viajes sentó las bases de la paradoxografía, un género helenístico centrado en fenómenos anómalos o inexplicables del mundo natural o humano. En este tipo de literatura, los territorios remotos y sus particularidades naturales, junto con las costumbres de sus habitantes, se presentan como sus dos grandes ejes temáticos. Obras como Los prodigios más allá de Thule de Antonio Diógenes y la Historia Verdadera de Luciano de Samosata destacan por su fusión de narrativa de viajes y paradoxografía. Asimismo, algunos textos más extensos incorporan secciones paradoxográficas, como los Commentarii de Bello Gallico, las Historias de Heródoto y ciertas versiones del Romance de Alejandro.

## Movilidad femenina
En el imperio romano la evidencia textual muestra que las mujeres eran capaces de emprender viajes con todas sus dificultades e incertidumbres, manteniendo intacta su moralidad e identidad social de género. A diferencia de las fuentes literarias, las inscripciones epigráficas presentan un sesgo de género menos acusado, lo que favorece una mayor visibilidad de las mujeres, pese a su representación aún limitada. Existe abundante evidencia que demuestra que las mujeres también se desplazaban en este periodo, y no siempre bajo la tutela de parientes masculinos.
Las motivaciones que impulsaban estos desplazamientos femeninos eran variadas: inmigración familiar, acompañamiento de parientes, prácticas religiosas y el traslado de cuerpos para su entierro. Las dificultades inherentes a los viajes largos, tanto por tierra como por mar, no impidieron que mujeres y niñas los emprendieran, aunque muchas lo hacían acompañadas por familiares varones, sirvientes o protectores contratados.

## Hospitalidad y alojamientos
Los alojamientos para viajeros eran escasos. Solo los miembros de clanes aristocráticos podían hospedarse con facilidad, gracias a una amplia red de relaciones de hospitalidad extendida por diversas regiones. En cada ciudad encontraban, casi con certeza, un hogar ligado a su linaje mediante estos vínculos, altamente valorados dentro del código de honor aristocrático.

### Hospitalidad y alojamientos griegos

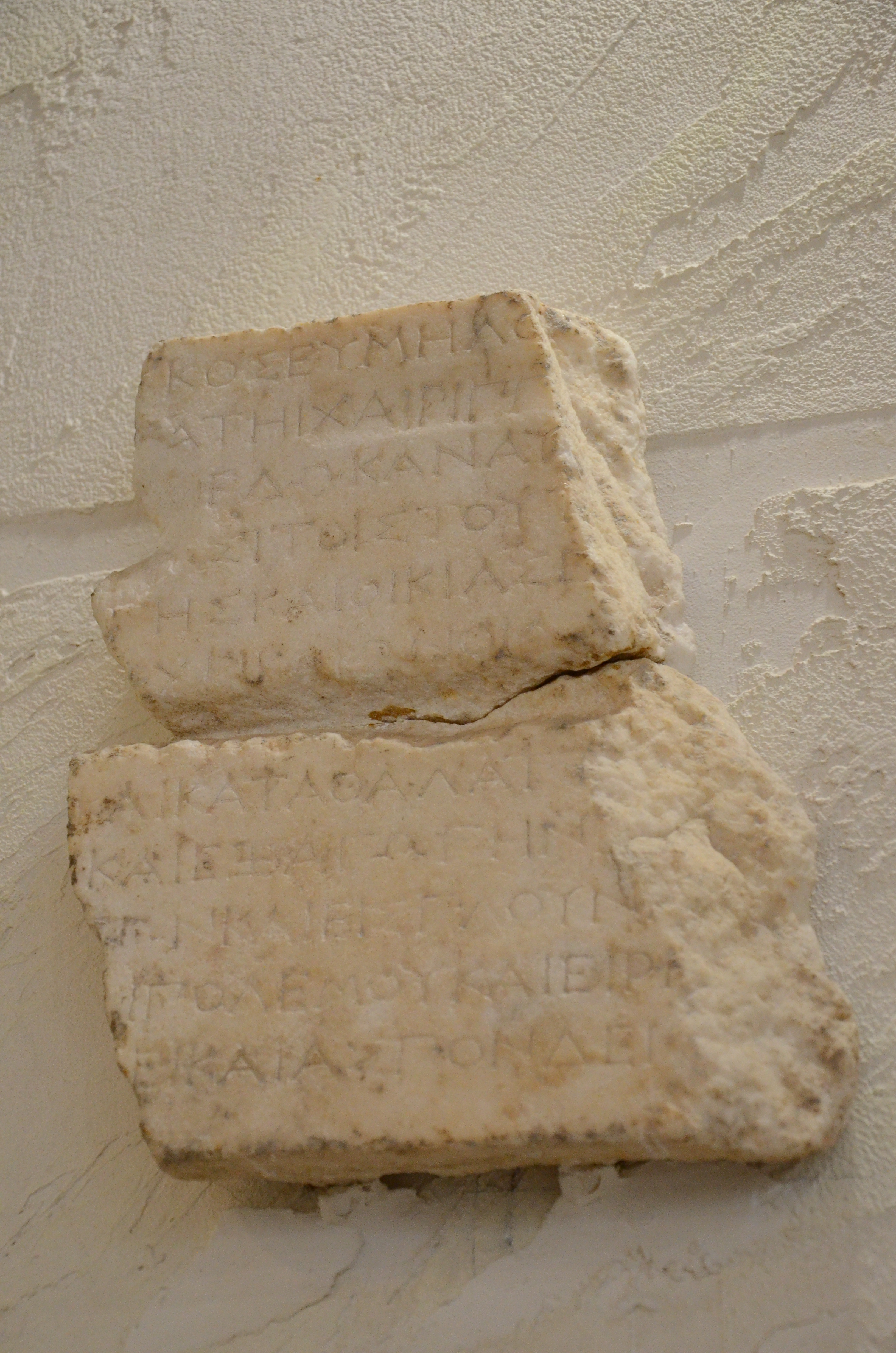
Inscripción de proxenía. Mármol. Informa sobre la concesión a un extranjero, por sus méritos hacia el Estado del Bósforo, de una serie de derechos y privilegios; la inscripción menciona al consejo municipal de Gorguipia.

La hospitalidad griega exigía el trato justo de los huéspedes y el trato recíproco de los anfitriones, delineado en el concepto de xenía. La xenía exigía tanto respeto abstracto como el intercambio de bienes materiales, como regalos y comida. La xenia garantizaba un trato equitativo a dignatarios extranjeros, comerciantes y huéspedes que visitaban ciudades-estado ajenas, a través de la oficina del próxeno. Este era un funcionario designado por la ciudad (ya fuera un nativo o un residente extranjero) encargado de velar por los ciudadanos de una ciudad específica cuando visitaban la urbe que él representaba. Así, por ejemplo, un ciudadano ateniense o un residente corintio podía ser nombrado próxeno de los visitantes de Corinto en Atenas, asumiendo la responsabilidad tanto de la diplomacia entre ambas ciudades como de los intereses particulares de los corintios en Atenas. El cuidado de estos visitantes abarcaba desde la organización de favores cotidianos, como conseguir entradas para el teatro, hasta gestiones más complejas, como facilitar acceso a capital o gestionar audiencias con funcionarios locales. La oficina de proxenos era honoraria y solo venía con un título y el prestigio asociado con el nombramiento. Algunos estudios sugieren que, aunque el proxenos tenía la tarea de la diplomacia, también podrían haber participado ocasionalmente en el subterfugio o la recopilación de inteligencia para otorgar a su ciudad natal una ventaja en los conflictos.

### Hospitalidad y alojamientos romanos
La hospitalidad privada en Roma parece haber sido más precisa y legalmente definida que la de la antigua Grecia. La existencia del ius hospitii (ley de hospitalidad), protegido por el dios Júpiter en el Imperio Romano, junto con la relevancia de la tessera hospitalis como símbolo de un acuerdo privado y hereditario, revela un marco de hospitalidad mucho más estructurado, con profundas implicaciones religiosas y jurídicas.
Dentro de las ciudades romanas existía una variedad de sistemas de alojamiento. Los establecimientos conocidos como hospitium o deversorium funcionaban como posadas accesibles al público en general, ofreciendo comodidades que iban desde simples lugares para dormir hasta servicios de comida y establos. También se empleaba muy a menudo para designar instalaciones privadas que los romanos ricos habían construido en el camino que conducía a sus propiedades. Este último empleo está atestiguado especialmente por las cartas de Cicerón.

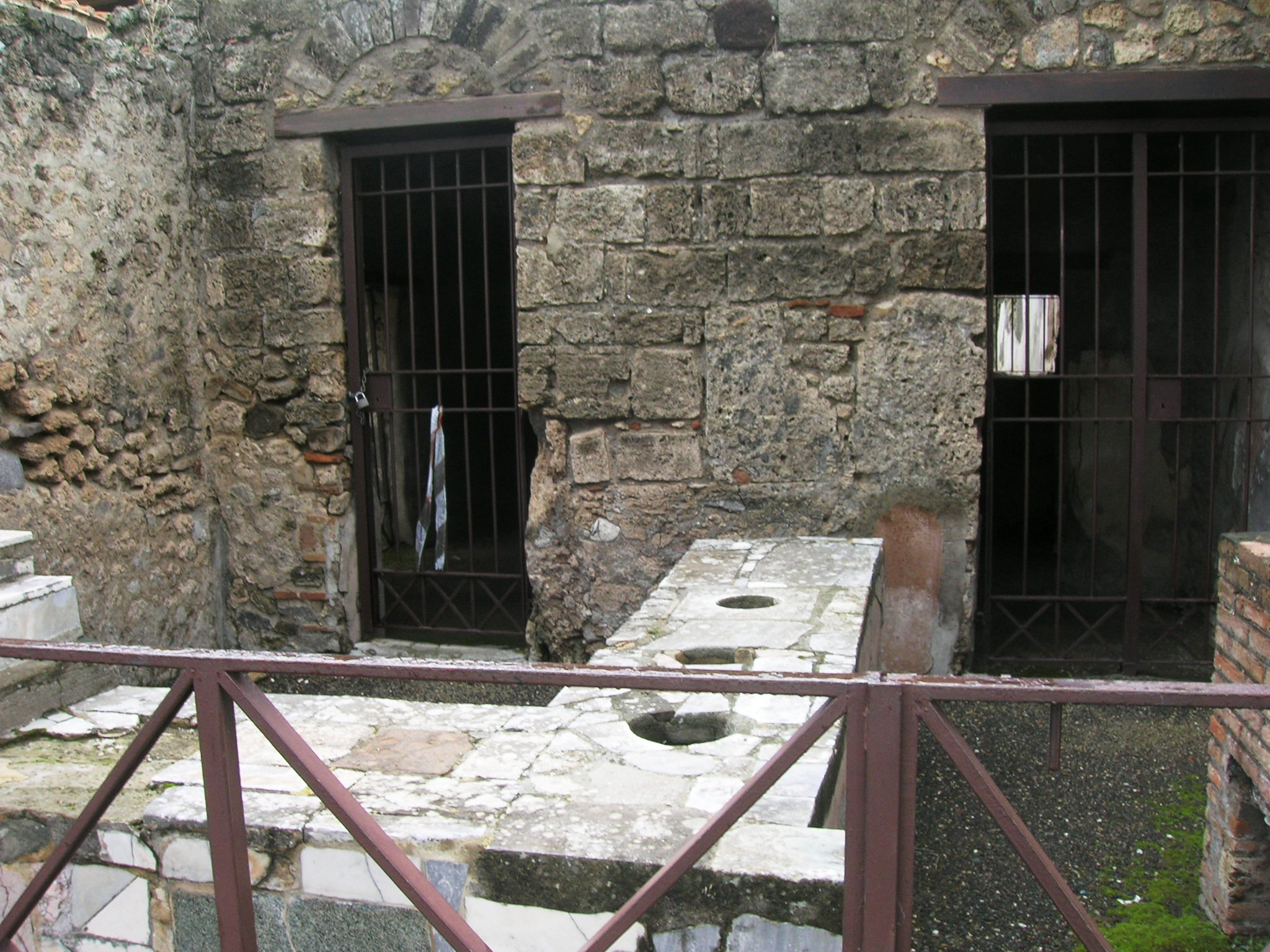
Caopona o taberna de Pompeya.

Para quienes tenían menos recursos —en particular marineros y soldados— existían alternativas más económicas llamadas cauponae. Estos lugares operaban como tabernas informales, donde se ofrecían alimentos, bebidas y, con frecuencia, servicios de prostitución. Además, a lo largo de las vías que salían de las grandes ciudades, los viajeros podían encontrar otras posadas llamadas stabula, en el sentido especial de albergue con estable, ofreciendo espacio para los animales de tiro o las monturas de los viajeros, por tanto, orientadas específicamente a quienes estaban en tránsito.

## Motivaciones
Los viajes antiguos estaban motivados por razones tan diversas como el comercio (incluyendo las comunicaciones postales), las peregrinaciones religiosas, la guerra y el turismo.

### Diplomacia y política
Los embajadores, mensajeros, líderes políticos y altos dignatarios viajaban para establecer alianzas, negociar tratados y resolver conflictos. En un mundo sin medios de comunicación rápidos, la diplomacia requería desplazamientos físicos a través de grandes distancias, utilizando las infraestructuras de transporte disponibles en cada civilización. El éxito de las misiones diplomáticas dependía en gran medida de la calidad de los caminos, puertos y sistemas de comunicación. En la antigua Roma, el cursus publicus, un sistema estatal de postas y estaciones de relevo, garantizaba que los emisarios viajaran con eficiencia. 

### Educación y cultura

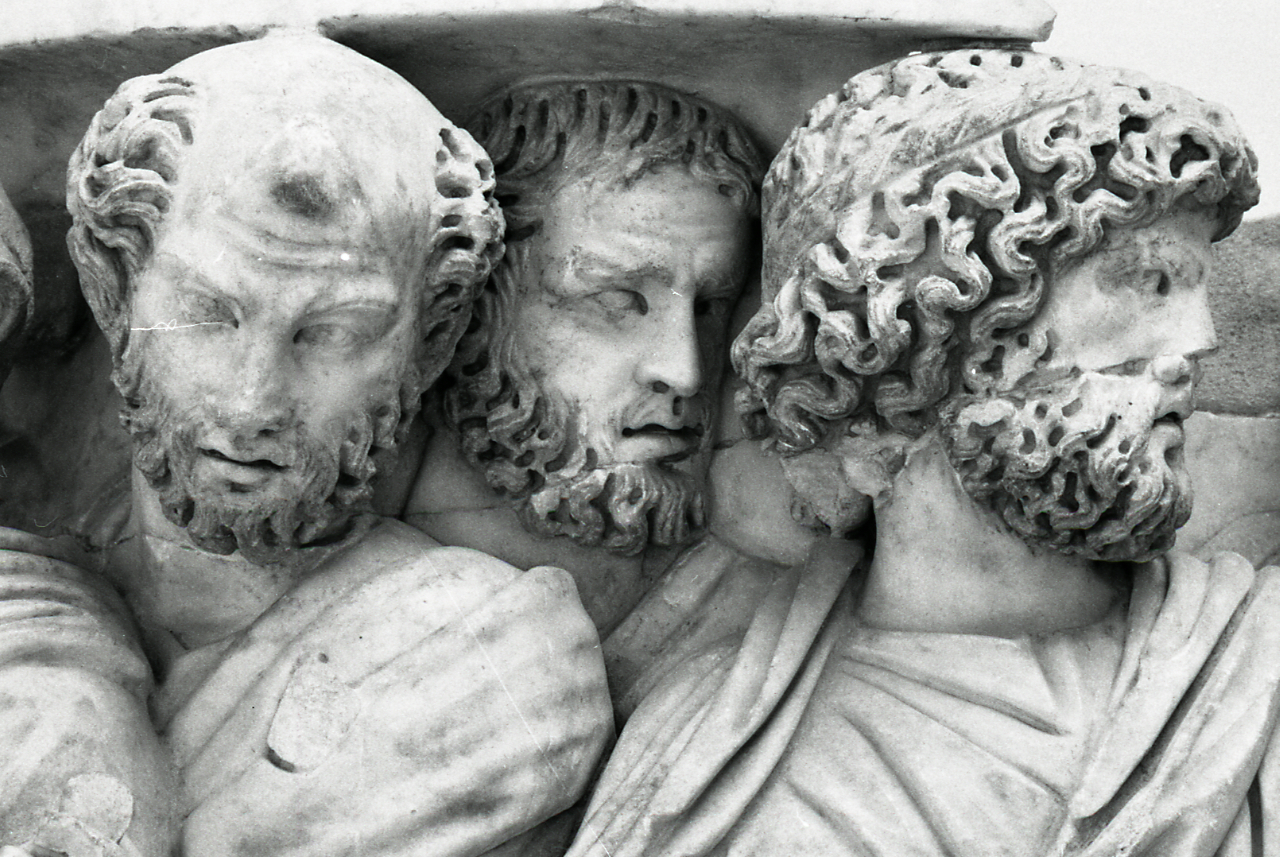
Fragmento del Sarcófago de Acilia, representación de filósofos

Los jóvenes de familias adineradas, especialmente en Grecia y Roma, emprendían "viajes de formación" para aprender sobre arte, filosofía y política en ciudades famosas como Atenas, Rodas y Alejandría. También Roma se convirtió en un centro intelectual que atraía a estudiantes de muchas partes del mundo. Algunos individuos viajaban con el objetivo de obtener educación o revelación directamente de los dioses o de aquellos considerados cercanos a lo divino. 

### Comercio
El comercio entre diferentes naciones era una razón integral para viajar. Durante el Imperio Romano, el comercio se realizaba con regiones tan dispares como China, India y Tanzania. En general, los comerciantes romanos y chinos intercambiaban estatuas y otros bienes procesados a cambio de seda china. El comercio en la ciudad de Roma se centraba en proporcionar alimentos para la enorme población de la ciudad; como tal, el comercio de granos y otros alimentos estaba subsidiado por el gobierno.
El comercio era lo suficientemente sofisticado en Roma que surgió un sistema similar al del próxenos griego, con oficinas respaldadas por diferentes gobiernos que representaban los intereses de sus ciudadanos privados en ciudades de todo el Mediterráneo. Estas oficinas, como estaciones de paso a lo largo de los caminos romanos, se conocían como stationes.

### Servicios postales

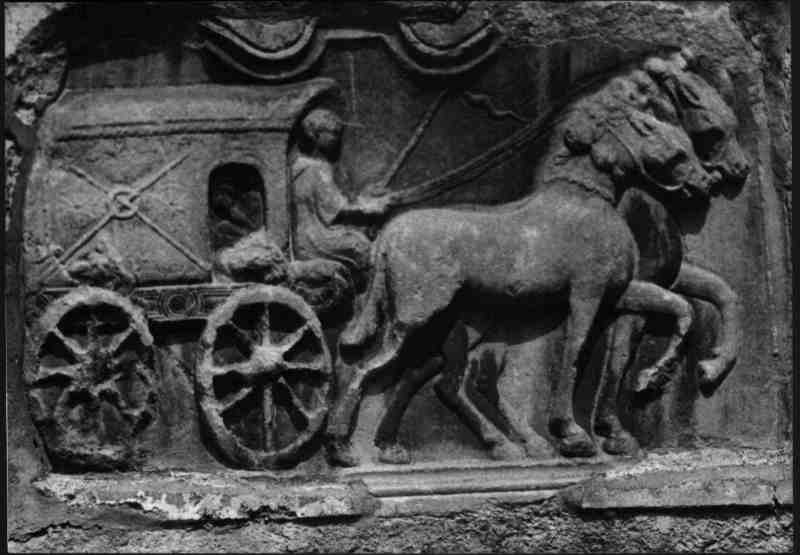
Relieve de la tumba del jefe de correos romano de la ciudad, Ulbius Gajanus, de Virinum.

Hubo al menos dos servicios postales durante la historia de Roma: el cursus publicus y los agentes in rebus. Ambos fueron creados durante el Imperio Romano y ambos sobrevivieron a su disolución, al menos por un tiempo. En el caso del cursus publicus servía para servicio de transmisión de noticias y correspondencia entre las autoridades locales y el poder central, órgano de información y vigilancia del conjunto del Imperio para el emperador y transporte de altos funcionarios del Estado. Los agentes in rebus representaron una evolución significativa en la estructura de los servicios especiales del Imperio Romano tardío. Surgieron como una fuerza organizada para recopilar información y mantener la seguridad, combinando estas funciones con las de correo público. La red de carreteras del Imperio servía primordialmente a las necesidades del Estado, tanto administrativas como militares, antes que a las de los particulares; sin embargo, estos también podían beneficiarse de ella. Algunos estudiosos evidencian que un número considerable de funcionarios y soldados en tránsito podían utilizar las mansiones (las estaciones de descanso del cursus publicus) en cualquier momento.

### Religión y peregrinaciones

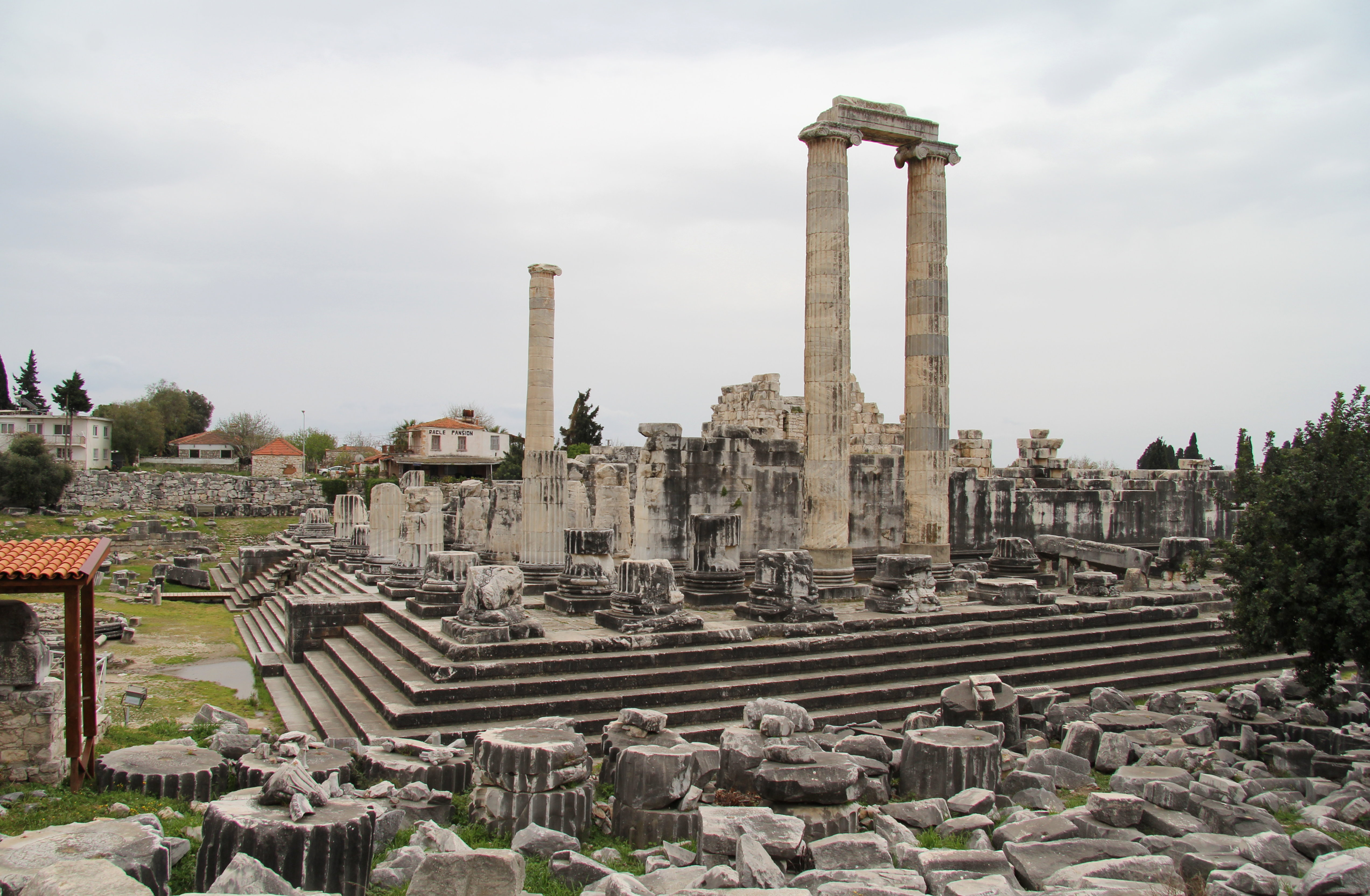
Dídima, santuario griego antiguo con un templo y un oráculo en la costa occidental de Asia Menor, en Turquía.

Las motivaciones religiosas para viajar en la antigüedad eran numerosas y significativas, abarcando una variedad de propósitos relacionados con el honor a las deidades: viajar para honrar a los dioses en festivales o para participar en iniciaciones en lugares sagrados como Eleusis y Samotracia, a santuarios para buscar respuestas a problemas de la vida, como curación u obtener oráculos. Otra motivación religiosa importante para viajar era la promoción de una deidad o una forma de vida y la búsqueda de beneficios divinos y la difusión de creencias religiosas.

### Salud
En la antigüedad, viajar por motivos de salud fue una causa habitual de desplazamiento, estrechamente ligada a las creencias religiosas y a la búsqueda de la intervención divina. Muchos de estos viajes tenían como destino santuarios consagrados a dioses sanadores, siendo los más célebres los de Asclepio en Epidauro y Pérgamo. También se acudía a oráculos, especialmente al de Apolo en Claros, en busca de orientación divina sobre problemas de salud. Algunas personas viajaban motivadas por el deseo de recibir sabiduría curativa o mágica de fuentes divinas o de individuos considerados santos. En el contexto cristiano de finales de la Antigüedad, también hubo quienes emprendieron viajes para atender a los enfermos y orar por su sanación.

### Festivales
En la cultura grecorromana, los festivales ocurrían anualmente o cada pocos años y se celebraban por razones religiosas. En general, se celebraban en ubicaciones fijas, y las personas viajaban de ciudad en ciudad para asistir. Sin embargo, también había festivales universales, que ocurrían en toda Grecia y Roma, y tanto los festivales universales como los locales podían ser celebrados por ciudadanos mientras estaban en el extranjero. Los más populares de estos festivales eran los juegos originalmente griegos: los Juegos Píticos, los Juegos Ístmicos, los Juegos Nemeos y, más famosamente, los Juegos Olímpicos. Estos giraban en torno a la realización de hazañas artísticas y atléticas para honrar a deidades individuales y continuaron celebrándose después de la conquista de Grecia por Roma.
Los festivales servían deliberadamente para motivar los viajes, con el propósito no solo de afirmar la identidad comunitaria a nivel imperial o social, en lugar del nivel local, sino también de promover la cultura griega y romana en oposición a las prácticas extranjeras o "bárbaras". La participación en ellos estaba condicionada por las realidades del transporte y el estatus social de los asistentes. La duración de los festivales rara vez excedía los cinco días, mientras que los tiempos de viaje podían medirse en semanas o meses.
Los alojamientos disponibles para el público en general en los festivales iban desde chozas o tiendas rudimentarias hasta posadas elaboradas reservadas para la élite griega y romana. Los comerciantes y aquellos con conexiones en otras ciudades a menudo se alojaban en casas privadas. La afluencia de turistas, particularmente en Atenas, creaba economías temporales, con vendedores, prostitutas y guías que proporcionaban bienes y servicios a los visitantes.

### Trabajo
Aunque la relación entre los viajes y la economía familiar o comunitaria de un individuo aún no está del todo clara, la literatura evidencia que muchas personas recorrían largas distancias por motivos laborales. Además, tanto las actividades agrícolas como los proyectos de construcción solían depender en gran medida de mano de obra migrante.

### Turismo
En la Antigüedad clásica, el turismo era una actividad reservada a las élites debido a su alto costo y las dificultades del viaje. Destinos como Grecia, Egipto y la costa de Campania atraían a visitantes por sus templos, ruinas, espectáculos y paisajes. El viaje también implicaba estancias en villas costeras o ciudades turísticas para escapar del calor urbano.

### Guerra y asentamientos
La guerra y la construcción del Estado fueron las principales causas de los desplazamientos entre los grupos populares de las sociedades griega y romana. El punto culminante de los viajes motivados por la guerra en la sociedad helenística se dio bajo Alejandro Magno. Sin embargo, sus campañas de conquista fueron antecedidas por un proceso colonial griego —particularmente ateniense— que impulsó la fundación de ciudades a lo largo del Mediterráneo. La guerra de Alejandro llevó al movimiento de pueblos y culturas helenísticas tan al este como India, con asentamientos en Afganistán, Egipto y otros lugares, y llevó al establecimiento de varios reinos descendientes: el Imperio Seléucida y el Egipto Ptolemaico.
En el imperio romano las invasiones y la devastación causadas por la guerra llevaron al desplazamiento de poblaciones en busca de lugares más seguros. El reclutamiento, despliegue y reasentamiento de soldados constituyeron una forma particular de movilidad. Incluso en tiempos de paz, eran trasladados a lo largo del Imperio Romano para cumplir diversas funciones. Además de los prisioneros de guerra, las deportaciones y el traslado de poblaciones enteras por motivos estratégicos o logísticos eran prácticas estatales que afectaban a los sectores no elitistas. Asimismo, las expulsiones de ciudades —por causas como la superpoblación o los disturbios— también generaban dinámicas de movilidad.

### Inmigración
La inmigración también era una motivación para los viajes, particularmente hacia grandes centros urbanos, incluida la propia Roma. Había pocas restricciones (excepto en tiempos de guerra) sobre la capacidad de los individuos y las familias para migrar y posteriormente establecerse en ciudades, y a pesar de la estratificación, todavía había cierto nivel de movilidad ascendente en la sociedad romana.

## Desafíos del viaje
La casi total ausencia de infraestructuras y los numerosos peligros que acechaban al viajero en cada rincón no eran precisamente un aliciente para emprender la ruta sin algún tipo de protección o garantía. Los contemporáneos eran plenamente conscientes de los peligros que los acechaban: el clima, la escasez de provisiones, naufragios, enfermedades, violencia o robos, fuerzas de la naturaleza y ataques de animales.

### Peligros naturales
Los viajeros enfrentaban numerosos riesgos naturales, como tormentas marítimas, desiertos inhóspitos y montañas escarpadas. Las estaciones invernales podían ser particularmente peligrosas. Las fuentes literarias romanas, escritas en su mayoría por personas sin experiencia náutica, tendían a enfatizar los peligros de los viajes marítimos, a menudo magnificados por la ansiedad y el desconocimiento de la vida en el mar.

### Bandidaje y piratería

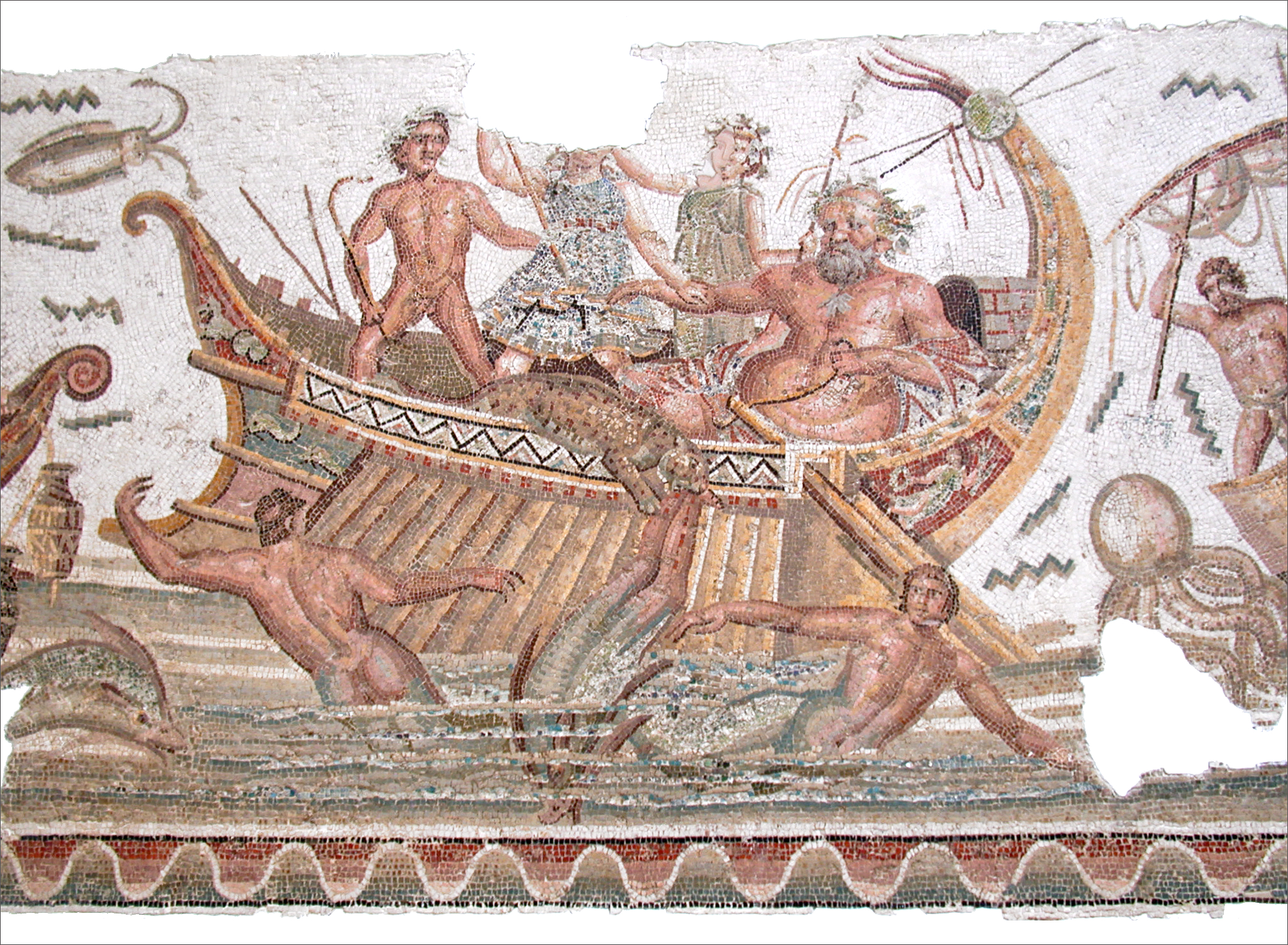
Mosaico de Dioniso castigando a los piratas (detalle central). Museo Nacional del Bardo (Túnez).

El bandidaje era común en las rutas terrestres, mientras que la piratería afectaba gravemente las rutas marítimas. Aunque el temor al bandidaje era común entre los viajeros de los siglos IV y V, las fuentes sugieren que su riesgo cotidiano pudo haber sido exagerado con fines retóricos y morales. La verdadera preocupación radicaba en los ataques a gran escala, es decir, aquellos en los que el bandolerismo alcanzaba un nivel capaz de interrumpir o amenazar temporalmente las comunicaciones de larga distancia en las principales rutas del Imperio Romano.

### Hospedaje y alimentación
Los viajeros de la antigüedad romana debían ser conscientes de los riesgos de ser engañados con la comida y la bebida, de la posibilidad de hospedarse en lugares de mala calidad e inseguros, y de la dudosa reputación de muchos de los establecimientos y sus dueños.

### Tiempo y distancia
Los viajes eran extremadamente lentos en comparación con los estándares modernos. Por ejemplo, para viajar desde la costa de Asia Menor hasta la corte persa, siguiendo la bien trazada Ruta Real, se necesitaban aproximadamente tres meses de camino, según nos relata el propio Heródoto. En cuanto al medio de transporte más rápido, como las naves, estas podían cubrir una distancia promedio de 178 km en un solo día, aprovechando plenamente las horas de luz solar.